# Toktakya
Toktakya (... – 1377) è stato un condottiero mongolo, figlio di Uros gli succedette per pochi mesi come Khan dell'Orda Bianca.
Di lui pochissimo è noto; per certo si sa che ebbe un confronto bellico col cugino Toktamish dove perì lasciando la successione al Khanato nello stesso anno al fratello Temur Malik il quale avrebbe a breve subito la stessa identica sorte.